# Joseph Paul Schneider
Joseph Paul Schneider, né le 20 octobre 1940 à Marmoutier et mort le 20 janvier 1998 à Luxembourg, est un poète français.

## Biographie
Il passe son baccalauréat au lycée de Saverne puis étudie l'histoire, la langue allemande et l'histoire de l'art à l'Université de Strasbourg. Il enseigne à partir de 1963 à Luxembourg. Il est l'époux d'Anne Berger. Également metteur en scène de théâtre et critique (notamment au Luxemburger Wort), il est chevalier de l'ordre des Arts et des Lettres.

## Œuvres
- Tu dis, Luxembourg, 1965
- Entre l’arbre et l’écorce, Grassin, Paris, 1965
- Les Bruits du jour, Fagne, Bruxelles, 1969
- Les Gouffres de l’aube, Fagne, 1971
- Aux éditions de Saint-Germain-des-Prés, Paris :
  - Saisons dans un visage, 1973
  - Terres miennes, Saint-Germain-des-Prés, 1974
  - Marges du temps, Saint-Germain-des-Prés, 1975
- Patience des pierres, Verticales 12, Decazeville, 1977
- L'incertain du sable, Saint-Germain-des-Prés, 1978
- Pays-signe : poésie 1970 - 1980, Saint-Germain-des-Prés, 1983
- Horizon mobile du temps, Simoncini, Luxembourg, 1983
- Pierres levées en demeure, Saint-Germain-des-Prés, 1984
- Partage des jours, Da Ros, Eckartswiller et Paris, 1987
- Sous le chiffre impassible du soleil, Le Cherche midi, 1988
- Parler dans les feuilles, galerie de la cité, Luxembourg, 1988
- En cette steppe, Le Cherche midi, 1992
- Traversée du temps, Éditinter, Soisy-sur-Seine, 2000